# Серпокрилі молі
Серпокрилі молі (Plutellidae) — родина лускокрилих комах надродини Yponomeutoidea. Включає понад 200 видів.

## Опис
Молі цієї родини малих і середніх розмірів із розмахом крил від 7 до 55 мм. На голові, зазвичай, гладка луска, а вусики часто потовщені посередині. Крила подовжені, а задні крила часто мають довгу бахрому. Передні крила часто здаються серпоподібними через розташування бахроми. Забарвлення, як правило, сіре, з різноманітними смугами та мітками. Дорослі особини здебільшого ведуть нічний або сутінковий спосіб життя. Гусениці живуть під тонкою павутиною і харчуються поверхнею листя, яку вони скелетують. Рослини-господарі різні, але багато з них належать до родини Brassicaceae. Деякі види є господарськими шкідниками, особливо Plutella xylostella.

## Роди
Роди, які відносять до родини:
- Angoonopteryx[d] Moriuti, 1983
- Anthonympha[pt] Moriuti, 1971
- Araeolepia[pt] Walsingham, 1881
- Arrhetopista[pt] Meyrick, 1936
- Automachaeris[pt] Meyrick, 1907
- Baerenschenkia[d] Mey, 2011
- Bahrlutia[en] Amsel, 1935
- Cadmogenes[en] Meyrick, 1923
- Calliathla[pt] Meyrick, 1931
- Charitoleuca[pt] Meyrick, 1938
- Charixena[en] Meyrick, 1920
- Chrysorthenches[en] Dugdale, 1996
- Circoxena[pt] Meyrick, 1916
- Conopotarsa[pt] Meyrick, 1913
- Deryaxenistis[nl] Mey, 2011
- Diastatica[pt] Meyrick, 1938
- Diathryptica[pt] Meyrick, 1907
- Dieda[pt] Diakonoff, 1955
- Dolichernis[pt] Meyrick, 1891
- Doxophyrtis[pt] Meyrick, 1914
- Eidophasia[en] Stephens, 1842
- Embryonopsis[pt] Eaton, 1875
- Endozestis[pt] Meyrick, 1933
- Eudolichura[pt] Clarke, 1965
- Genostele[pt] Walsingham, 1900
- Gypsosaris[pt] Meyrick, 1909
- Helenodes[en] Meyrick, 1913
- Hyperxena[pt] Meyrick, 1882
- Lepocnemis[pt] Meyrick, 1913
- Leuroperna[pt] Clarke, 1965
- Leuroptila[pt] Turner, 1923
- Lunakia[d] Klimesch, 1941
- Melitonympha[en] Meyrick, 1927
- Niphodidactis[pt] Meyrick, 1938
- Orthenches[pt] Meyrick, 1885
- Orthiostola[pt] Meyrick, 1927
- Paraxenistis[nl] Meyrick, 1919
- Phalangitis[pt] Meyrick, 1907
- Philaustera[pt] Meyrick, 1927
- Phylacodes[pt] Meyrick, 1905
- Pliniaca[pt] Busck, 1907
- Plutella[en] Schrank, 1802
- Plutellites Kozlov, 1988
- Plutelloptera[en] Baraniak, 2007
- Proditrix[pt] Dugdale, 1987
- Protosynaema[en] Meyrick, 1885
- Psychromnestra[pt] Meyrick, 1924
- Rhigognostis[en] Zeller, 1857
- Scaeophanes[pt] Meyrick, 1932
- Spyridarcha[pt] Meyrick, 1913
- Stachyotis[pt] Meyrick, 1905
- Subeidophasia[pt] Weber, 1938
- Tonza[en] Walker, 1864
- Tritymba[pt] Lower, 1894
- Zarcinia[en] Chretien, 1915